# Диурис
Диурис (лат. Diuris) — род травянистых растений семейства Орхидные (Orchidaceae), распространённых в Австралии; включает более 50 видов.

## Название
Научное название рода происходит от др.-греч. δίζυξ — «двойной» и ουρος — «хвост», по форме двух боковых чашелистиков у растений.

## Ареал
Виды рода распространены почти по всей территории Австралии и Тасмании, за исключением одного вида эндемика на острове Тимор.

## Ботаническое описание
Представители этого рода — многолетние травянистые наземные растения. Центральный стебель у некоторых видом может вырасти до 1 метра. Во время засушливого сезона листья поникают и вянут. Новые листья появляются из подземного клубня.
Цветочки варьируются от нескольких миллиметров до 6 сантиметров, но у большинства видов маленькие. Одни виды ароматные, другие без запаха. Окраска разнообразная, от лимонного, жёлтого, оранжевого или коричневого цвета до розового, белого или фиолетового. Лепестки некоторых видов могут быть с пятнышками. Два боковых лепестка овальной и удлиненной формы. Спинной лепесток образует капюшон колонки. У всех видов губа трехлопастная, боковые лепестки образуют крылья.
Период цветения с июля по ноябрь. Опыляется маленькими пчелами, но также могут опыляться мухами и жуками.
Плод раскрывающаяся коробочка, содержащая от 30 до 500 семян. Семена созревают в течение нескольких недель.

## Виды

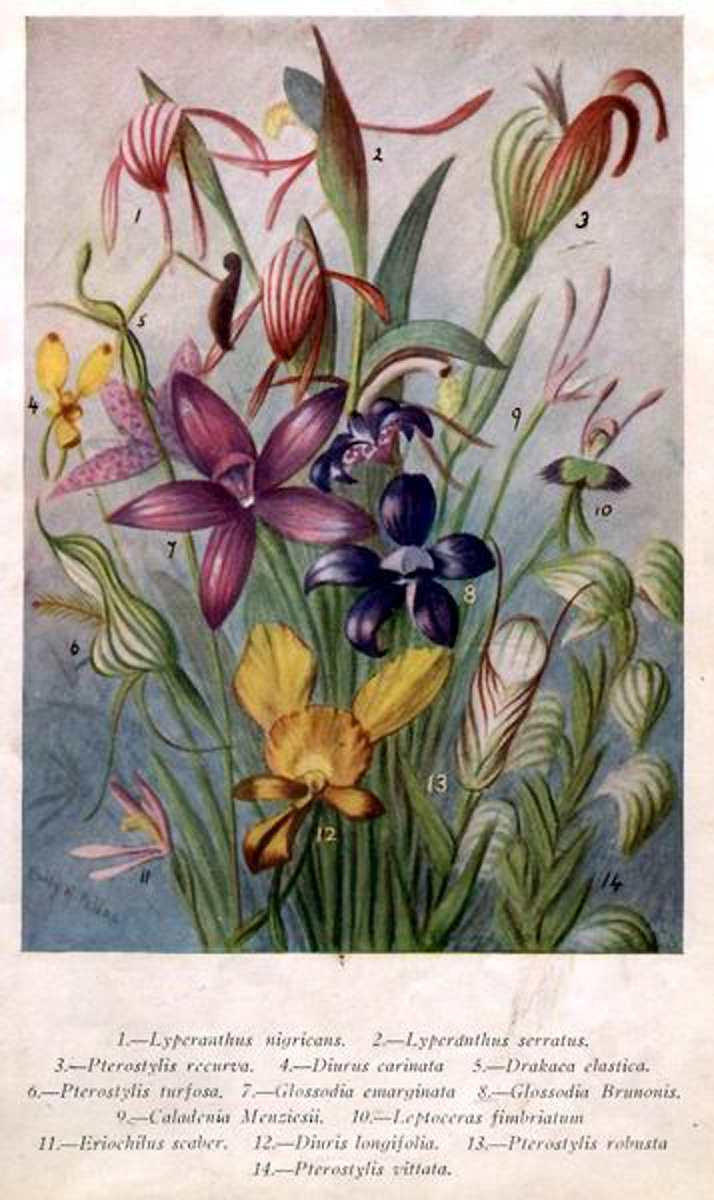
Некоторые виды рода Диурис : 4 (Diuris carinata) и 12 (Diuris longifolia)

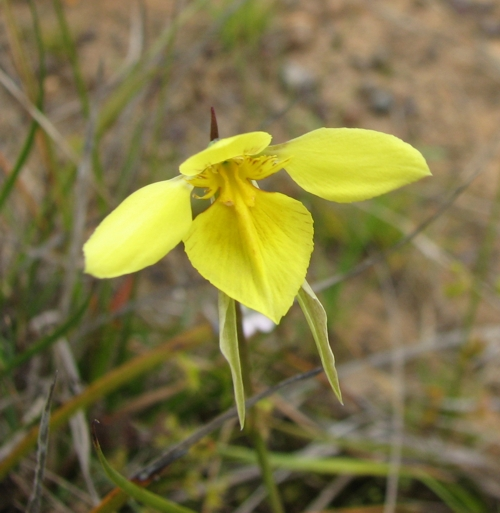
Diuris behrii

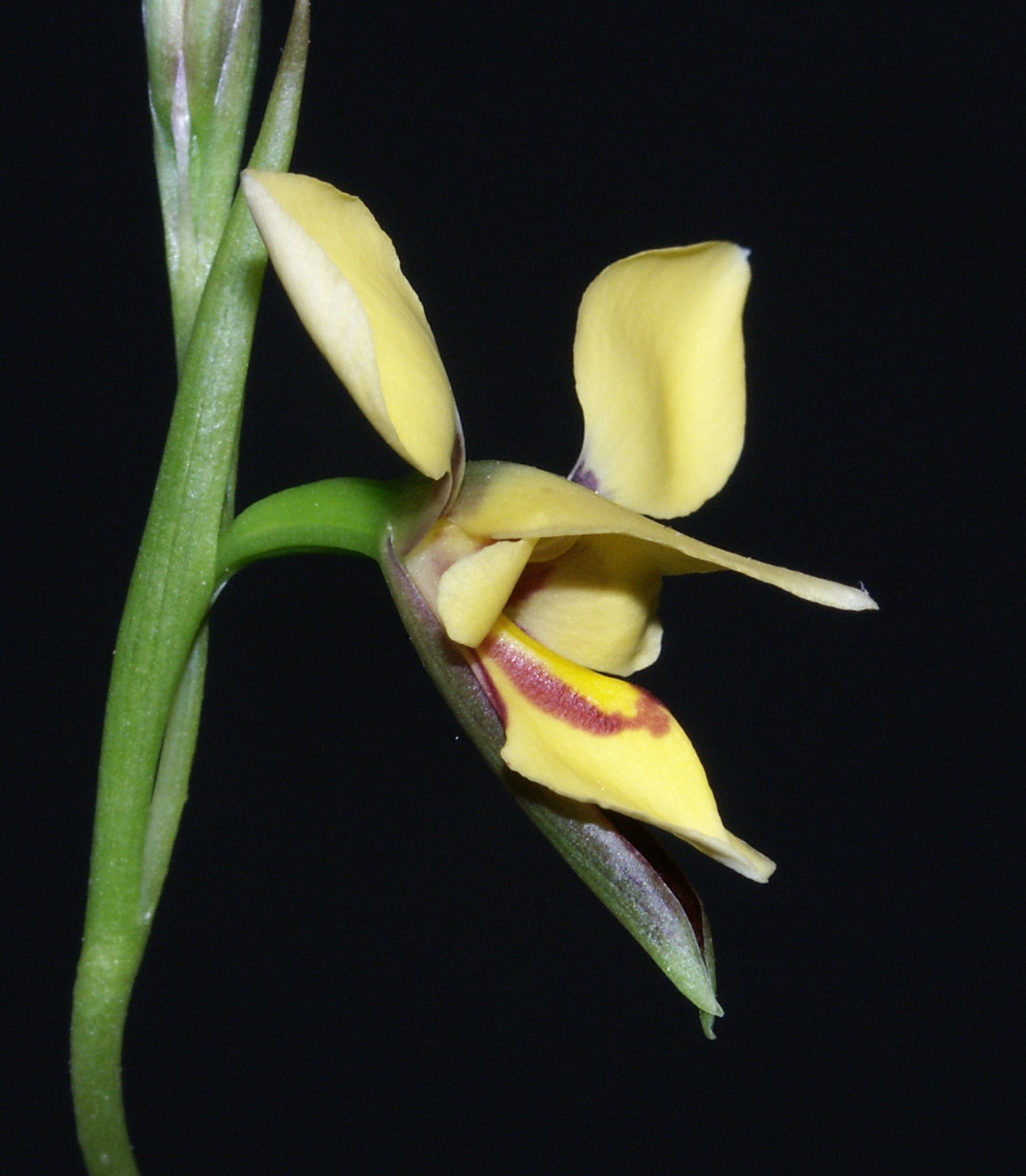
Diuris drummondii

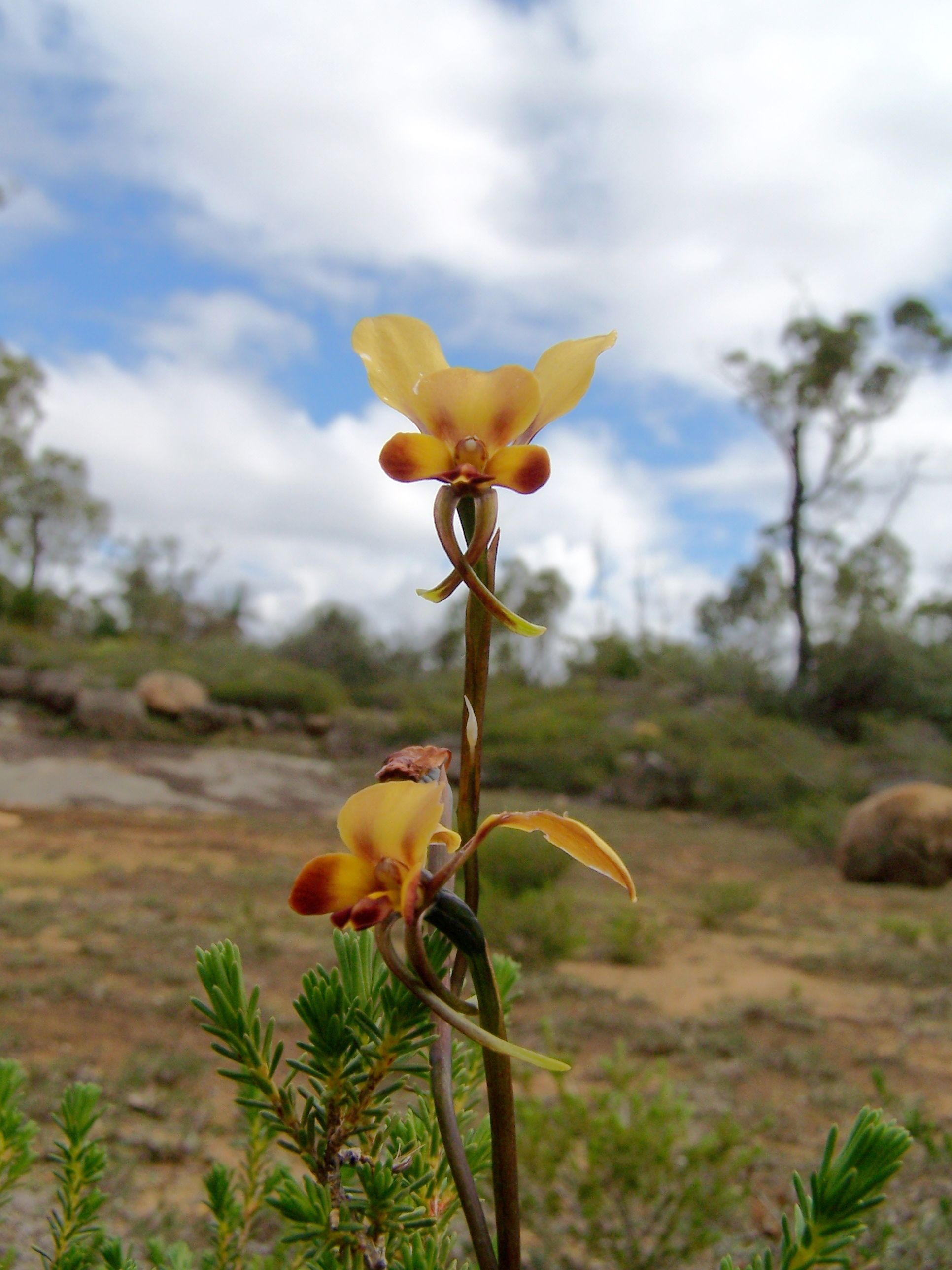
Diuris longifolia

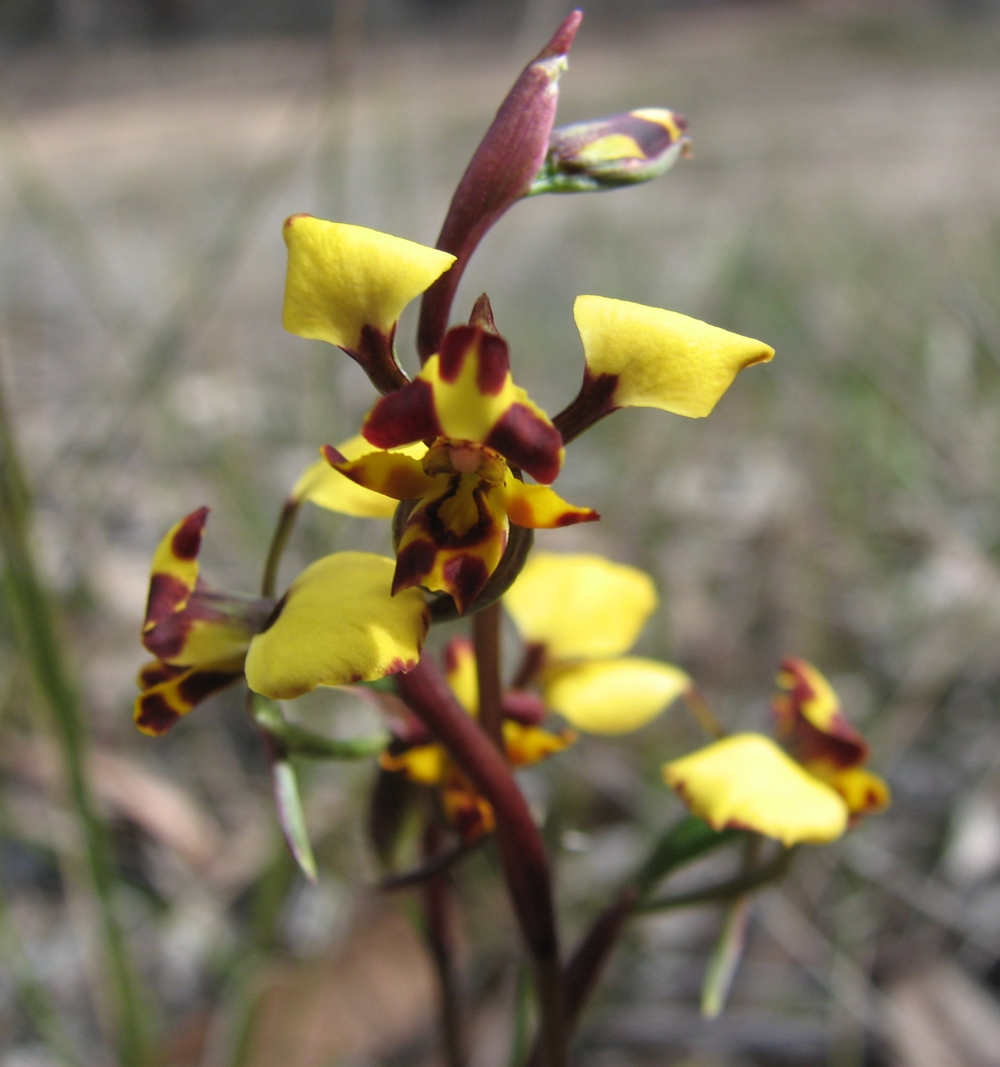
Diuris pardina

По информации базы данных The Plant List, род включает 75 видов:
- Diuris abbreviata F.Muell. ex Benth.
- Diuris aequalis F.Muell. ex Fitzg.
- Diuris alba R.Br.
- Diuris amplissima D.L.Jones
- Diuris arenaria D.L.Jones
- Diuris aurea Sm.
- Diuris basaltica D.L.Jones
- Diuris behrii Schltdl.
- Diuris bracteata Fitzg.
- Diuris brevifolia R.S.Rogers
- Diuris brevissima Fitzg. ex Nicholls
- Diuris brumalis D.L.Jones
- Diuris byronensis D.L.Jones
- Diuris callitrophila D.L.Jones
- Diuris carinata Lindl.
- Diuris chrysantha D.L.Jones & M.A.Clem.
- Diuris chryseopsis D.L.Jones
- Diuris concinna D.L.Jones
- Diuris conspicillata D.L.Jones
- Diuris corymbosa Lindl.
- Diuris cuneata Fitzg.
- Diuris curta D.L.Jones
- Diuris curvifolia Lindl.
- Diuris disposita D.L.Jones
- Diuris drummondii Lindl.
- Diuris eborensis D.L.Jones
- Diuris eburnea D.L.Jones
- Diuris emarginata R.Br.
- Diuris exitela D.L.Jones
- Diuris × fastidiosa R.S.Rogers
- Diuris filifolia Lindl.
- Diuris flavescens D.L.Jones
- Diuris fragrantissima D.L.Jones & M.A.Clem.
- Diuris fryana Ridl.
- Diuris fucosa D.L.Jones
- Diuris gregaria D.L.Jones
- Diuris heberlei D.L.Jones
- Diuris immaculata D.L.Jones
- Diuris laevis Fitzg.
- Diuris lanceolata Lindl.
- Diuris laxiflora Lindl.
- Diuris longifolia R.Br.
- Diuris luteola D.L.Jones & B.Gray
- Diuris maculata Sm.
- Diuris magnifica D.L.Jones
- Diuris micrantha D.L.Jones
- Diuris monticola D.L.Jones
- Diuris × nebulosa D.L.Jones
- Diuris nigromontana D.L.Jones
- Diuris ochroma D.L.Jones
- Diuris oporina D.L.Jones
- Diuris orientis D.L.Jones
- Diuris × palachila R.S.Rogers
- Diuris palustris Lindl.
- Diuris pardina Lindl.
- Diuris parvipetala (Dockrill) D.L.Jones & M.A.Clem.
- Diuris pedunculata R.Br.
- Diuris picta J.Drumm.
- Diuris platichila Fitzg.
- Diuris × polymorpha Messmer
- Diuris praecox D.L.Jones
- Diuris protena D.L.Jones
- Diuris pulchella D.L.Jones
- Diuris punctata Sm.
- Diuris purdiei Diels
- Diuris recurva D.L.Jones
- Diuris secundiflora Fitzg.
- Diuris semilunulata Messmer
- Diuris setacea R.Br.
- Diuris striata Rupp
- Diuris subalpina D.L.Jones
- Diuris sulphurea R.Br.
- Diuris tricolor Fitzg.
- Diuris unica D.L.Jones
- Diuris venosa Rupp

Существует ещё несколько неописанных видов или со спорной классификацией.

## Гибриды
- Diuris × fastidiosa R.S.Rogers 1927 (D. lanceolata × D. palustris)
- Diuris × nebulosa D.L.Jones 1991 (D. aurea × D. punctata)
- Diuris × palachila R.S.Rogers 1907 (D. behrii × D. pardina)
- Diuris × polymorpha Messmer in H.M.R.Rupp, 1944 (D. lanceolata × D. platichila)